# Voodoo Extreme 3D
Voodoo Extreme 3D (Voodoo Extreme, VE3D) — веб-сайт, посвящённый компьютерным играм всех платформ и жанров. Voodoo Extreme 3D освещает события индустрии компьютерных игр, анонсы игр, заявления разработчиков и издателей, новости касательно вышедших и разрабатываемых игр. VE3D является собственностью корпорации IGN Entertainment.

## История
Сайт VE3D был запущен 10 декабря 1997 года Билли Уилсоном (англ. Billy "Wicked" Wilson) по адресу www.voodooextreme.com как полностью самостоятельный проект.
15 апреля 2003 года компания IGN Entertainment, владелец сети игровых сайтов, включая IGN.com и GameSpy, объявила о приобретении сайта VE3D. После покупки веб-адрес сайта изменился на ve3d.ign.com.
В марте 2005 года в возрасте 33 лёт скончался основатель сайта Билли Уилсон.
8 июля 2009 года сайт VE3D покинул один из главных редакторов Роберт Говард (англ. Robert "Apache" Howarth).
В конце января 2012 года было объявлено, что в связи с тяжелым финансовым положением IGN был урезан бюджет сотрудников Voodoo Extreme 3D и TeamXbox. Сотрудников Voodoo Extreme 3D попросили остаться в качестве волонтёров.

## Авторитет VE3D в игровой журналистике
VE3D считается одним из самых авторитетных и признанных игровых сайтов. Награды, номинации и отзывы журналистов VE3D пользуются авторитетом у крупных разработчиков. Рейтинги, списки и чарты VE3D освещаются множеством других игровых сайтов.